# Yoshiwara

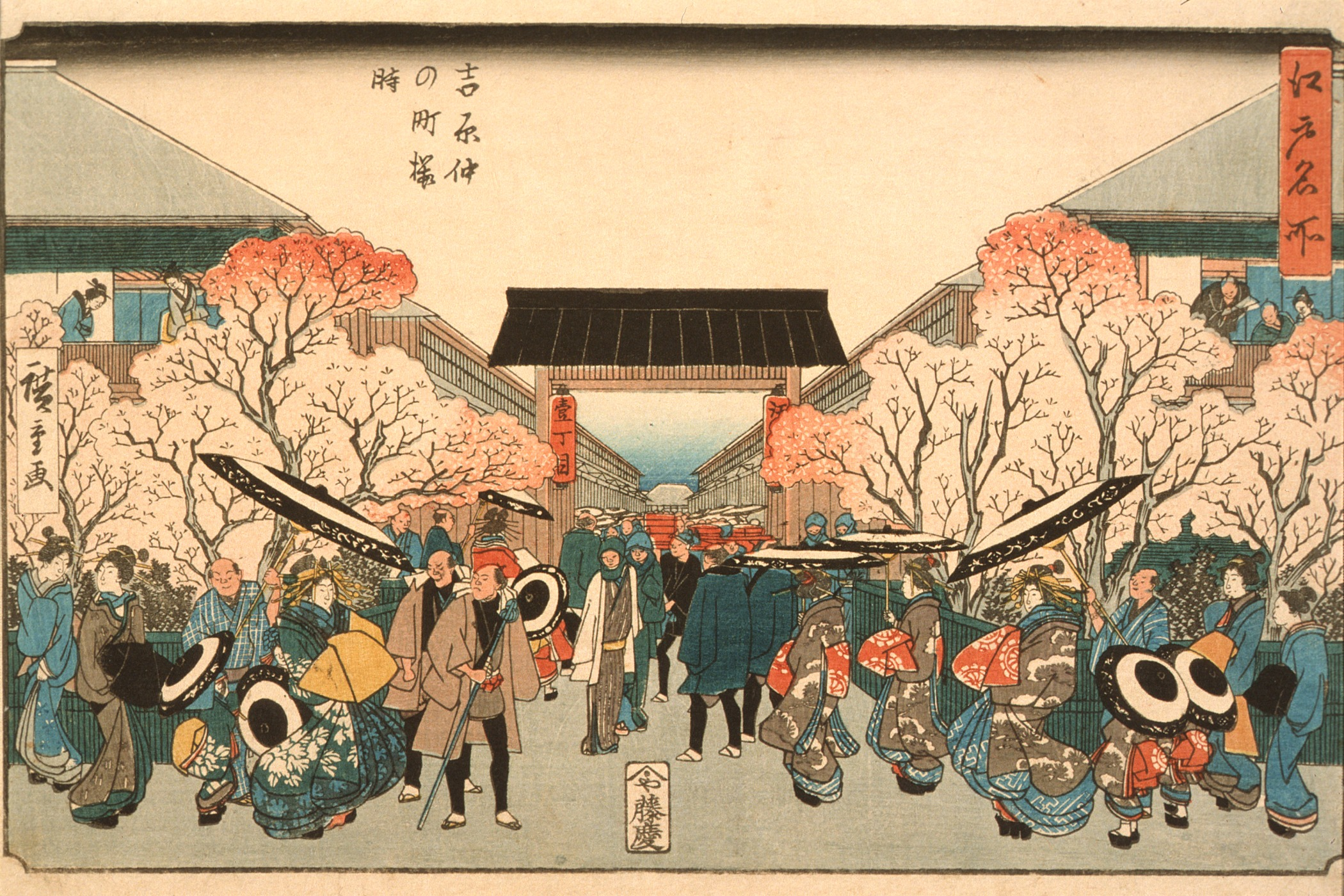
La strada principale di Yoshiwara, Nakanochō, durante la fioritura dei ciliegi (Utagawa Hiroshige)

Yoshiwara (吉原?) era il principale quartiere autorizzato di piacere e divertimento a Edo, nel Giappone del periodo Tokugawa. Numerosi artisti, perlopiù rappresentanti del genere ukiyo-e come Torii Kiyonaga e Kitagawa Utamaro, la rappresentarono nelle loro opere.

## Storia
Nel 1618, sotto lo shogunato di Tokugawa Hidetada venne istituito ad Edo il quartiere di Yoshiwara, nello stesso periodo in cui simili zone vennero autorizzate in altre importanti città del paese come Kyoto (Shimabara), Osaka (Shinmachi) e Nagasaki (Maruyama). Inizialmente era situato nell'area dell'attuale Nihonbashi, ma nel 1657 venne trasferito nell'area di Asakusa dopo il grande incendio di Meireki. Le due "Yoshiwara" vengono talvolta distinte in "Moto-Yoshiwara", quella originale, mentre quella ricostruita dopo il 1657 viene chiamata "Shin-Yoshiwara" (Nuovo Yoshiwara). Oltre ai bordelli, il quartiere aveva case da tè e ageya (case di assegnazione) dove i clienti di alto rango invitavano le cortigiane, che però a metà del XVIII secolo scomparvero a Edo. Nel quartiere erano inoltre presenti veri e propri sexy shop che vendevano articoli di vario tipo come dildo, vagine artificiali, anelli fallici, unguenti e pozioni afrodisiache. La catena di negozi più importante dell'epoca era Yotsumeya, che aveva negozi, oltre che a Yoshiwara, anche nei similari quartieri di Kyoto e Osaka.

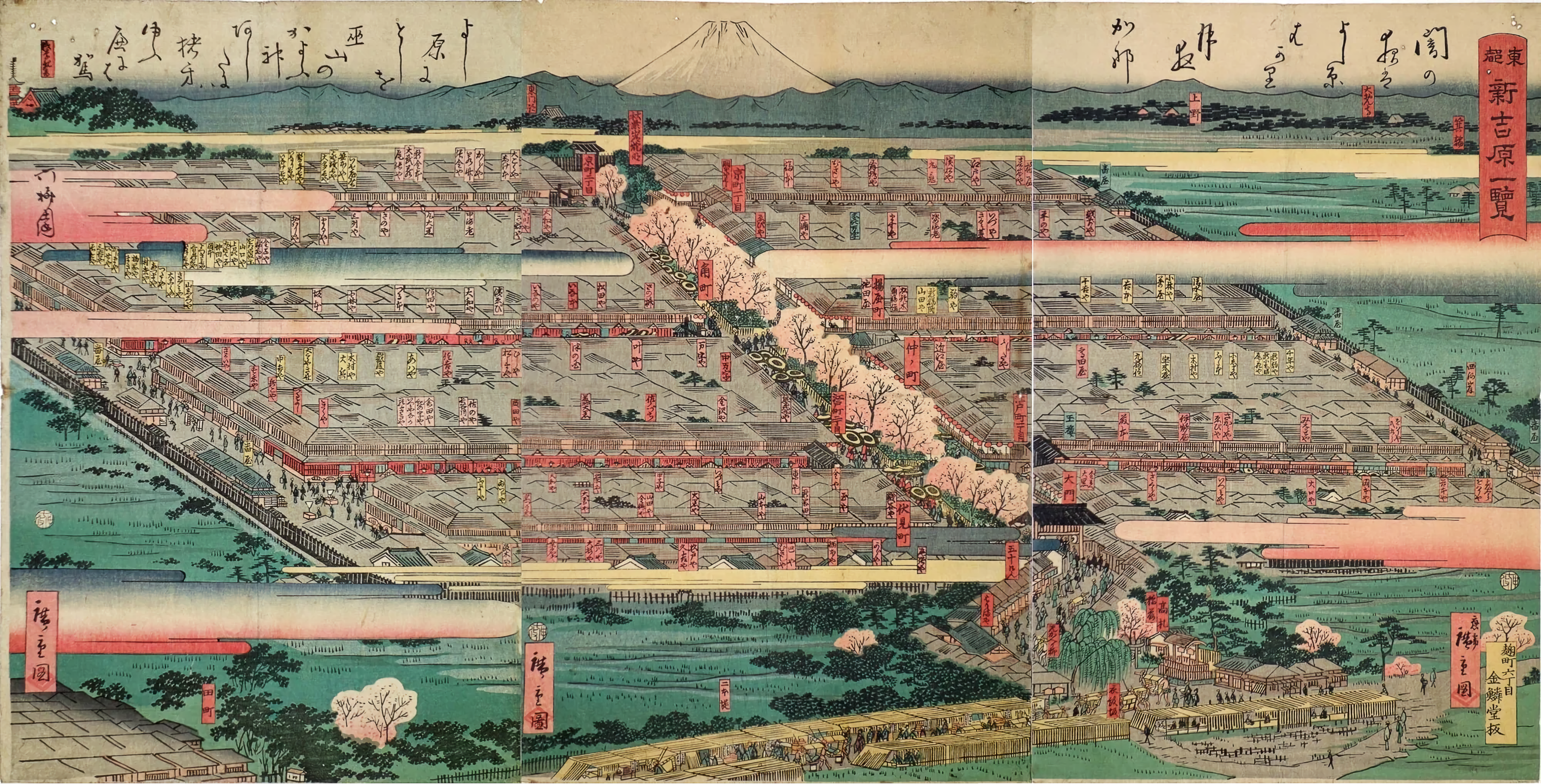
Mappa del 1860 di Shin-Yoshiwara (Hiroshige II)

Shin-Yoshiwara era un distretto a pianta quadra, attraversato da nella sua mediana da una larga strada, Nakanochō, su cui si affacciavano i bordelli con i loro harimise, stanze al primo piano di questi con una facciata a griglia, che permetteva ai clienti di visionare le ragazze prima di acquisire le loro prestazioni.
La maggior parte delle prostitute erano ragazze di famiglie povere che lavoravano per restituire i soldi dati dai bordelli ai loro genitori.
Lo sviluppo del quartiere venne spinto parzialmente anche dal sistema sankin kōtai, ideato dallo shōgun Tokugawa Hidetada, in base al quale daimyō abitasse ad anni alterni: un anno nei propri possedimenti e un anno a Edo. Questo significava che un gran numero di vassalli erano di stanza in città, portando con sé anche molti lavoratori maschi migranti, rendendo le donne di gran lunga in inferiorità numerica rispetto agli uomini.

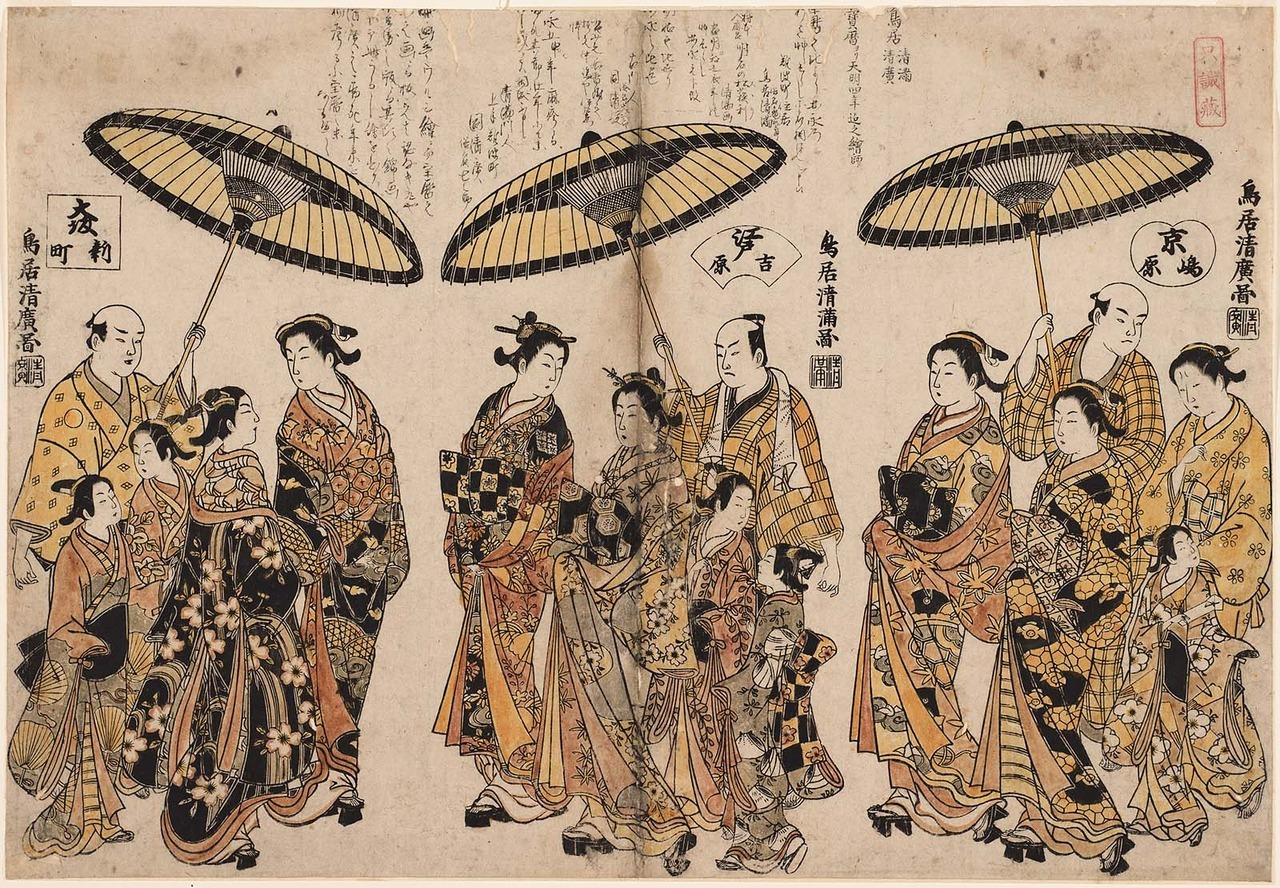
Cortigiane da Shimabara, Kyoto, a destra, da Yoshiwara, Edo, al centro e da Shinmachi, Osaka, a sinistra (Torii Kiyomitsu e Torii Kiyohiro

Nel periodo Edo (1603-1868), i lavori che le donne potevano svolgere per guadagnarsi da vivere erano molto limitati, e mestieri come l'amante o prostituta a Yoshiwara erano considerati una valida opzione. Nei grandi stabilimenti era possibile passare da kamuro (assistente) a shinzō (apprendista) e poi a oiran (la cortigiana di rango più alto). All'età di 27 anni, nel tradizionale conteggio degli anni kazoedoshi (nel quale si considera che le persone abbiano un anno alla nascita ed a cui si aggiunge un anno ogni capodanno) le donne raggiungevano la fine del loro servizio e, nel caso delle cortigiane di alto rango, potevano guadagnare la loro libertà come moglie o amante di un ricco samurai o mercante. Le oiran più famose erano vere e proprie celebrità ed i loro ritratti erano molto ricercati dai clienti e collezionisti.
Numerosi artisti, soprattutto rappresentanti del genere ukiyo-e, raffigurarono nelle loro opere panorami del quartiere o le oiran più famose, vere e proprie pin-up dell'epoca. Tra i più noti si possono citare: Hishikawa Moronobu, Suzuki Harunobu, Isoda Koryūsai, Torii Kiyonaga, Okumura Masanobu, Kitagawa Utamaro, Tsukioka Settei e Ippitsusai Bunchō. Dei quartieri erotici come Yoshiwara venivano realizzate anche delle vere e proprie guide, che decantavano le qualità delle prostitute più note e i pregi e difetti dei vari bordelli; queste opere erano, nonostante l'argomento, pregevoli e ricercate opere scritte da affermati letterati e illustrate da pittori come Kiyoharu Kondō.
Il quartiere entrò così nell'immaginario popolare da essere ambientazione di alcune fiabe, anche di aree piuttosto lontane da Edo, come Sakai nell'antica provincia di Echizen.
Fino al rinnovamento Meiji, i proprietari dei grandi bordelli di Yoshiwara sostenevano attività le culturali come la poesia, il canto e fungevano da mecenati degli attori kabuki come Ichikawa Danjūrō I. Hanno spinto all'acculturamento delle loro prostitute più ricercate poiché le oiran, che avevano tra i clienti samurai di alto rango e ricchi mercanti, dovevano essere culturalmente preparate, per soddisfare questi anche dal punto di vista culturale e artistico. L'élite oiran, tuttavia, rappresentava solo il 2% delle 3.000-5.000 prostitute che risiedevano a Yoshiwara.
L'emanazione dell'ordinanza che liberava tutte le geisha e le prostitute nel 1872 portò ad una trasformazione culturale a Yoshiwara. L'abolizione della prostituzione pubblica, il divieto del traffico di esseri umani, la regolamentazione dei contratti di servizio e la cancellazione dei debiti comportarono alla chiusura di 20 grandi bordelli. Sebbene si dicesse che le prostitute continuassero a lavorare di propria volontà, l'ingresso in molti dei bordelli più piccoli vide venir meno le rigide usanze del periodo Edo, comportando un decadimento delle condizioni e della sicurezza delle lavoratrici. L'importante valore culturale che Yoshiwara aveva assunto nei secoli non poté più essere mantenuto e l'area divenne semplicemente un luogo di sfruttamento delle prostitute.
Ad esempio, nel fervore per l'occidentalizzazione del periodo Meiji (1868-1912), la musica tradizionale di Yoshiwara fu deprecata perché considerata lontana dai nuovi valori del paese.
La fine del quartiere arrivò definitivamente con l'approvazione dell'articolo 3 della legge anti-prostituzione (売春防止法?, Baishun bōshi hō) del 1956.